# Comitato etico
Nella direttiva 2001/20/CE del Parlamento Europeo, il Comitato etico viene definito come un organismo indipendente, composto di personale sanitario e non, incaricato di garantire la tutela dei diritti, della sicurezza e del benessere dei soggetti della sperimentazione e di fornire pubblica garanzia di questa tutela, emettendo, ad esempio, pareri sul protocollo di sperimentazione, sull'idoneità dello o degli sperimentatori, sulle strutture e sui metodi e documenti da impiegare per informare i soggetti della sperimentazione prima di ottenere il consenso informato.
In Italia l'istituzione dei Comitati Etici è prevista: nelle strutture sanitarie pubbliche e negli istituti di ricovero e cura a carattere scientifico (IRCCS) privati.
Le strutture sanitarie prive di un Comitato Etico interno possono comunque eseguire sperimentazione previa approvazione di un Comitato Etico indipendente ed esterno individuato ed indicato dalla Regione competente.
Conformemente alla normativa regionale inoltre, un Comitato Etico può anche essere istituito nell'ambito dell'amministrazione regionale competente per materia.

## Aspetti generali
Il principale riferimento per le decisioni e l'attività generale di un Comitato Etico è costituito dalla Dichiarazione di Helsinki (nella sua versione più aggiornata) ed alla Convenzione di Oviedo. 
In secondo luogo sono rilevanti le raccomandazioni del Centro di Coordinamento Nazionale dei Comitati Etici  e del  Comitato Nazionale di Bioetica. 
Per quanto riguarda invece le sperimentazioni di medicinali è previsto che si faccia riferimento alle norme indicate dal Good Clinical Practice nella sua versione più recente. 
Un ovvio riferimento sono poi le leggi nazionali ed internazionali secondo le linee guida aggiornate dell'Agenzia europea per la valutazione dei medicinali in tema di valutazione dell'efficacia delle sperimentazioni cliniche.
Da ultimo saranno anche da considerarsi un valido riferimento le valutazioni scientifico-metodologiche provenienti dalla biografia scientifica esistente sull'argomento d'indagine.

## Scopo
Lo scopo è quello di garantire:
- la fattibilità di un progetto di ricerca in termini di correttezza etica e scientifica della sperimentazione
- la tutela dei diritti dei soggetti che prendono parte allo studio clinico
- l'adeguatezza dei rapporti che intercorrono tra il centro presso il quale viene condotta la ricerca e lo sponsor dello studio. (lo sponsor è la persona, la società, istituzione o organismo che si assume la responsabilità di avviare, gestire e/o finanziare una sperimentazione clinica)

## Composizione
La normativa vigente in Italia sottolinea innanzitutto la necessità di evitare la compresenza di diversi Comitati Etici all'interno di una singola azienda sanitaria locale e per ogni singola azienda ospedaliera.
La composizione interna ai Comitati Etici deve garantire la presenza dell'esperienza necessaria a valutare in tutto e per tutto gli aspetti etici e scientifico-metodologici degli studi proposti. 
Nello specifico i Comitati Etici devono, a norma di legge, comprendere:
- Due clinici
- un medico di medicina generale territoriale
- un pediatra di libera scelta
- un biostatistico
- un farmacologo
- un farmacista (del servizio sanitario regionale)
- un ingegnere clinico o altra figura professionale qualificata
- il direttore sanitario (e nel caso degli Istituto di Ricovero e Cura a Carattere Scientifico anche il direttore scientifico)
- un esperto in materia giuridica e assicurativa o un medico legale
- un esperto di bioetica
- un rappresentante del settore infermieristico
- un rappresentante del volontariato per l'assistenza e/o associazionismo di tutela dei pazienti
- un genetista
- un nutrizionista, in relazione allo studio di prodotti alimentari
- un esperto in dispositivi medici

Di queste figure, una percentuale non inferiore a un terzo deve essere non dipendente dalla struttura che si avvale del Comitato. Per indipendenza si intende l'assenza di rapporti di lavoro (a tempo pieno, parziale o di consulenza) tra il singolo e l'istituto.
È nelle possibilità di ogni Comitato Etico la convocazione, a fini consultivi, di esperti esterni al Comitato stesso. È possibile inoltre che partecipi alle riunioni del Comitato Etico un delegato di un'Autorità competente.
La carica dei vari componenti interni vale per tre anni. Il mandato può essere rinnovato consecutivamente più di una volta (ad eccezione del farmacista e del direttore sanitario e/di quello scientifico, che non potranno ricoprire la carica di presidente per più di due anni consecutivi).

## Indipendenza
L'art. 3 del Decreto del 12 maggio del 2006 definisce le garanzie che devono sussistere affinché possa essere riconosciuta l'indipendenza del Comitato Etico.
Condizioni:
- Deve esserci una mancanza di subordinazione gerarchica del Comitato nei confronti della struttura ove esso opera.
- Deve essere garantita la presenza di personale non dipendente dalla struttura ove opera il Comitato.
- Deve esserci una totale assenza di conflitti di interesse dei votanti rispetto alla sperimentazione proposta.
- Non deve sussistere un cointeresse di tipo economico tra i membri del comitato e le aziende del settore farmaceutico.

## Organizzazione
All'interno di ogni Comitato Etico viene eletto un presidente e un vice che lo possa sostituire.
Il Comitato etico adotta un regolamento che indica i compiti, le modalità di funzionamento e le regole di comportamento del Comitato stesso.
Inoltre ogni Comitato Etico si avvale di una segreteria tecnico-scientifica qualificata che a sua volta è in possesso delle necessarie infrastrutture in grado di assicurare la messa in comune, a tutta la comunità scientifica, dei dati ottenuti dalle ricerche, delle attività di supporto tecnico per la valutazione delle reazioni avverse -serie e inattese- eventualmente derivanti dall'attività di ricerca, nonché degli eventi avversi. Deve insomma essere garantita la diffusione e la pubblicazione dei risultati della ricerca da parte degli sperimentatori che hanno condotto lo studio.
Le modalità di valutazione e di adozione dei pareri in merito alle sperimentazioni, tra cui il quorum necessario per la loro espressione (che comunque deve essere di almeno la metà più uno dei componenti) sono pubbliche. Tutte le decisioni in riferimento alla sperimentazione da valutare sono prese dalla maggioranza dei presenti aventi diritto al voto. 
La documentazione relativa a tutta l'attività del Comitato Etico va archiviata e resa disponibile anche ai fini della vigilanza del Ministero della Salute.

## Funzioni
Il promotore di una sperimentazione deve presentare una richiesta di autorizzazione all'Autorità competente, ovvero 
(A) al direttore generale o al responsabile legale delle strutture sanitarie pubbliche o delle strutture equiparate a quelle pubbliche ove si svolga la sperimentazione. 
B) al Ministero della Salute nel caso in cui la sperimentazione verta attorno a farmaci che non hanno un'autorizzazione di immissione in commercio o nel caso di ricorso a farmaci per la terapia genica, per la terapia cellulare somatica, per la terapia cellulare xeno genica e per tutti i medicinali contenenti organismi geneticamente modificati. 
C) all'Istituto Superiore di Sanità nei casi di farmaci di nuova istituzione. 
Il promotore nella presentazione della domanda all'Autorità competente deve notificare il Comitato Etico che ha rilasciato il suo parere.
Il Comitato Etico quindi è chiamato ad esprimere il proprio parere prima dell'inizio di qualsiasi sperimentazione clinica in merito alla quale è stato interpellato; nel far questo deve tenere in considerazione:
- la pertinenza e la rilevanza della sperimentazione clinica e del disegno dello studio clinico
- se la valutazione dei benefici e dei rischi prevedibili soddisfi quanto previsto in tema di tutela dei soggetti sperimentali.
- Il protocollo di ricerca: ovvero il documento in cui vengono descritti l'obbiettivo o gli obbiettivi, la progettazione, la metodologia, gli aspetti statistici e l'organizzazione della sperimentazione. Il termine comprende il protocollo, le versioni successive e le modifiche dello stesso.
- L'idoneità dello sperimentatore e dei suoi collaboratori: per sperimentatore si intende il medico o la persona che esercita una professione riconosciuta ai fini della ricerca a causa delle conoscenze scientifiche e dell'esperienza in materia di trattamento dei paziente che richiede. Lo sperimentatore è responsabile dell'esecuzione della sperimentazione clinica in un dato sito.
- Il dossier per lo sperimentatore, ovvero la raccolta di dati clinici e non clinici sul medicinale o sui medicinali in fase di sperimentazione che sono pertinenti per lo studio dei medesimi nell'uomo.
- L'adeguatezza della struttura sanitaria
- L'adeguatezza e l'esaustività delle informazioni scritte da comunicare e la procedura per giungere al consenso informato, nonché alla giustificazione per la ricerca su persone che non sono in grado di dare il loro consenso informato.
- Le disposizioni previste in materia di risarcimento o indennizzo in caso di danni ai soggetti dell'attività di sperimentazione clinica
- Le assicurazioni o indennità a copertura delle responsabilità dello sperimentatore e dello sponsor
- Gli importi e le eventuali modalità di retribuzione o di compenso da corrispondersi a favore degli sperimentatori e l'eventuale indennità dei soggetti inclusi nella sperimentazione
- Le modalità di arruolamento dei soggetti e le procedure informative per diffondere la conoscenza della sperimentazione.

Oltre che rispetto ai precedenti punti la valutazione etica, scientifica e metodologica degli studi ha come riferimento la dichiarazione di Helsinki, la convenzione di Oviedo e le linee guida aggiornate dell'Agenzia Europea per la valutazione dei medicinali in tema di valutazione dell'efficacia delle sperimentazioni cliniche. In base a queste tre fonti si considerano i diritti, la sicurezza ed il benessere dei singoli soggetti coinvolti nello studio gli aspetti più importanti che devono prevalere sugli interessi della scienza e della società.
In riferimento alle procedure che caratterizzano una ricerca scientifiche, ed in particolare gli aspetti legati a quei soggetti ai quali verrà somministrato ai fini della ricerca stessa un placebo, va considerato che la somministrazione di quest'ultimo non è da considerarsi lecita se sono disponibili trattamenti efficaci noti oppure se l'uso del placebo comporta sofferenza, prolungamento della malattia o rischio per l'incolumità dei soggetti.
La sola acquisizione del consenso informato inoltre non rappresenta di per sé una garanzia di eticità. Nonostante sia necessaria per l'inizio della sperimentazione, non esime il comitato dalla necessità di una valutazione globale del rapporto rischio/beneficio del trattamento.

## Procedure
I Comitati Etici possono esprimere parere: 
- favorevole
- non favorevole

La scadenza per l'espressione del parere è di trenta giorni dalla data di presentazione della domanda del promotore della ricerca in forma scritta. Entro questo lasso di tempo il Comitato Etico comunica il suo parere al Ministero della salute.
Solamente dopo aver eventualmente ottenuto un parere favorevole del Comitato Etico competente (e qualora le autorità competenti non gli abbiano comunicato obiezioni motivate), il promotore della sperimentazione inizia la sperimentazione clinica.
In caso di parere unico non favorevole il promotore, se vuole reiterare il tentativo di approvazione, può modificare gli elementi della sperimentazioni sui quali si basa il parere negativo del Comitato Etico per poi ripresentare allo stesso (e non ad altri) il documento di sperimentazione rivisitato e modificato. 
Qualsiasi ricerca riceva un parere non favorevole non può essere sottoposta (così com'era quando è stata rifiutata) al parere di un ulteriore Comitato Etico.
Se inoltre il parere negativo derivasse dall'aver riscontrato, da parte del Comitato Etico, una scarsa conoscenza del farmaco derivante a sua volta da una insufficiente utilizzazione dello stesso sull'uomo, il promotore può appellarsi all'Istituto Superiore di Sanità. Nel caso quest'ente si esprima in maniera favorevole il promotore può presentare la domanda di sperimentazione allo stesso Comitato Etico che aveva espresso parere unico non favorevole per carenza di accertamenti (e non ad altri).